# Regiones de Quebec
Las regiones administrativas del Quebec (del francés: Régions administratives du Québec) fueron las primeras divisiones territoriales oficiales de la provincia de Quebec en Canadá; estas agrupaban varios municipios en áreas geográficas con poblaciones similar a una provincia o territorio.
Una o varias conferencias regionales de representantes, CRÉ (Conférence régionale des élus) administraban cada región, por tanto las sedes de las CRÉs eran capitales regionales. 
Las regiones fueron creadas el 29 de marzo de 1966, y más tarde reorganizadas el 22 de diciembre de 1987. Antes de esa fecha, se hablaba de "distritos".

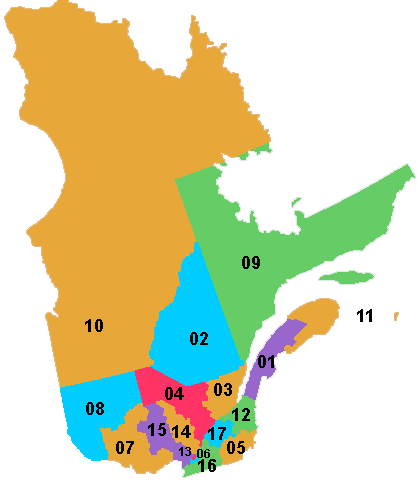
Regiones de Quebec

| Código | Región                               | Población | Área (km²) | Densidad (hab/km²) | Ciudades más pobladas                                                                                           |
| ------ | ------------------------------------ | --------- | ---------- | ------------------ | --- |
| 01     | Bas-Saint-Laurent                    | 201 692   | 22 185     | 9,1                | Rimouski |
| 02     | Saguenay–Lac-Saint-Jean              | 274 095   | 95,893     | 2,9                | Alma, Saguenay                                                                                                  |
| 03     | Capitale-Nationale                   | 671 468   | 18 639     | 36,0               | Quebec* |
| 04     | Mauricie                             | 260 461   | 35 452     | 7,3                | Shawinigan, Trois-Rivières*                                                                                     |
| 05     | Estrie                               | 302 161   | 10 195     | 29,6               | Sherbrooke*, Magog                                                                                              |
| 06     | Montreal                             | 1 873 971 | 498        | 3761,6             | Montreal*, Westmount, Côte-Saint-Luc, Pointe-Claire, Kirkland, Dollard-Des-Ormeaux                              |
| 07     | Outaouais                            | 347 214   | 30 504     | 11,4               | Gatineau* |
| 08     | Abitibi-Témiscamingue                | 144 835   | 57 340     | 2,5                | Rouyn-Noranda*, Val-d'Or                                                                                        |
| 09     | Côte-Nord                            | 95 948    | 236 700    | 0,4                | Baie-Comeau*, Sept-Îles                                                                                         |
| 10     | Nord-du-Québec                       | 40 637    | 718 229    | 0,1                | |
| -      | CRE de la Baie-James                 | -         | -          | -                  | Matagami* |
| -      | Administration régionale crie        | -         | -          | -                  | Nemiscau* |
| -      | Administration régionale Kativik     | -         | -          | -                  | Kuujjuaq* |
| 11     | Gaspésie — Îles-de-la-Madeleine      | 95 872    | 20 272     | 4,7                | Gaspé* |
| 12     | Chaudière-Appalaches                 | 397 827   | 15 071     | 26,4               | Montmagny*, Lévis, Saint-Georges, Thetford Mines                                                                |
| 13     | Laval                                | 376 845   | 246        | 1532               | Laval* |
| 14     | Lanaudière                           | 434 872   | 12 313     | 35,3               | Repentigny, Joliette*, Terrebonne, Mascouche                                                                    |
| 15     | Laurentides                          | 518 621   | 20 560     | 25,2               | Saint-Eustache, Boisbriand, Sainte-Thérèse, Blainville, Mirabel, Saint-Jérôme*                                  |
| 16     | Montérégie                           | 1 386 963 | 11 111     | 124,8              | |
| -      | CRÉ de Longueuil                     | -         | -          | -                  | Brossard, Saint-Lambert, Boucherville*, Saint-Bruno-de-Montarville, Longueuil*                                  |
| -      | CRÉ de Montérégie-Est                | -         | -          | -                  | Granby, Sorel-Tracy, Saint-Hyacinthe, Saint-Jean-sur-Richelieu, Chambly, McMasterville*, Sainte-Julie, Varennes |
| -      | CRÉ del Vallée-du-Haut-Saint-Laurent | -         | -          | -                  | La Prairie, Saint-Constant, Châteauguay, Salaberry-de-Valleyfield*, Vaudreuil-Dorion                            |
| 17     | Centre-du-Québec                     | 228 049   | 6921       | 33,0               | Victoriaville, Drummondville*                                                                                   |
| -      | Total                                | 7 651 531 | 1 312 126  | 5,8                | |

Fuente: Institut de la Statistique du Québec.

## Antiguas regiones administrativas
- Bas-Saint-Laurent—Gaspésie (1966-1987): Disuelta el 22 de diciembre de 1987, estaba compuesta por el Bas-Saint-Laurent y por una parte de Gaspésie–Îles-de-la-Madeleine.
- Cantons-de-l'Est (1966-1981): En 1981, pasó a ser la región administrativa de Estrie.
- Mauricie—Bois-Francs (1987-1997): Antes del 22 de diciembre de 1987, era la región administrativa de Trois-Rivières. Disuelta el 30 de julio de 1997, estaba compuesta por las actuales regiones administrativas de Mauricie y Centre-du-Québec.
- Nord-Ouest (1966-1981): En 1981, pasó a ser la región administrativa del Abitibi-Témiscamingue.
- Nouveau-Québec (1966-1987): El 22 de diciembre de 1987 pasó a ser la región administrativa del Nord-du-Québec.
- Quebec: El 15 de diciembre de 1999, pasó a ser la región administrativa de la Capitale-Nationale.
- Trois-Rivières: (1966-1987): El 22 de diciembre de 1987 pasó a ser la región administrativa de Mauricie—Bois-Francs.